# Más Birras
Más Birras fue un grupo español de rock asentado en Zaragoza y liderado por Mauricio Aznar, que existió desde el año 1985 al año 1993. Más Birras saltó a la fama desde Diario Pop, de Jesús Ordovás, en Radio 3 con su canción «Apuesta por el rock and roll», parte del mini-LP Al este del Moncayo.
El grupo estaba compuesto por Mauricio Aznar (guitarra y voz), Miguel Mata (bajo), Víctor Jiménez (batería) y Mariano Ballesteros (saxo) (una incorporación posterior) y contó con la constante colaboración del músico y compositor aragonés Gabriel Sopeña. Llegó a grabar al menos cinco veces a lo largo de su corta historia. Aparte de la canción citada anteriormente, produjo otras magníficas como «Cass, la chica más guapa de la ciudad».
Su última grabación, Tierra quemada se grabó en 1992 en Madrid para Pasión Cia. Es probablemente el trabajo que contiene sus mejores temas y letras, con más auténtica y rotunda poesía, expresando la madurez artística del grupo y confirmando a Mauricio Aznar como un grandísimo poeta. Contó con la producción de Tony Luz, mucho más adecuada para las características del grupo. Tras la marcha de Quino, el grupo contará con la presencia del fino guitarrista Josu García, entonces músico de Carmen París, que aportó al álbum algunos de sus mejores momentos.
Tras este álbum el grupo desapareció en 1993, y sus componentes siguieron caminos separados. Su líder, Mauricio Aznar, creó Almagato, grupo en el que seguía trabajando cuando falleció en 2000.
Con el libro Más Birras del barrio a la leyenda de Jorge Martínez, la primera gran biografía de la banda aragonesa, y la película de Javier Macipe La estrella azul recuperan a la Banda y a su líder Mauricio Aznar.

## Discografía
- Al este del Moncayo, mini-LP, 1987[1]
- Otra ronda, mini-LP, 1988
- La última traición, LP, 1990
- Tierra quemada, LP, 1992
- Más birras (1985-1993), recopilatorio póstumo, 2002

## Versiones
- Héroes del Silencio versionó y popularizó la canción «Apuesta por el rock and roll». Por otra parte, Bunbury hace otro homenaje a este grupo en su disco El viaje a ninguna parte, grabando la canción «Voces de tango».
- Amaral también tocó su tema «Tren de medianoche» en algunos directos en acústico.

## Enlaces
- Sitio oficial del grupo, con biografía, letras y fotos

- Datos: Q9048079